# حسن‌چوپان‌لی
حسن‌چوپان‌لی (به لاتین: Həsənçobanlı) یک منطقه مسکونی در جمهوری آذربایجان است که در شهرستان آق‌دام واقع شده است.